# خورخي ديلي فالديز
خورخي لويس ديلي فالديز (بالإسبانية: Jorge Dely Valdés)‏ (مواليد 12 مارس 1967 في كولون) لاعب كرة قدم بنمي دولي معتزل كان يجيد اللعب في خط الهجوم .

## روابط خارجية
- خورخي ديلي فالديز على موقع الاتحاد الدولي (مؤرشف)  (الإنجليزية)
- خورخي ديلي فالديز على موقع رابطة كرة القدم اليابانية للمحترفين (اليابانية)
- خورخي ديلي فالديز على موقع الدوري الأمريكي (الإنجليزية)
- خورخي ديلي فالديز على موقع إي إس بي إن إف سي (الإنجليزية)
- خورخي ديلي فالديز على موقع قاعدة بيانات كرة القدم.إي يو (الإنجليزية)
- خورخي ديلي فالديز على موقع ناشيونال فوتبول تيمز (الإنجليزية)
- خورخي ديلي فالديز على موقع Soccerbase.com (لاعب) (الإنجليزية)
- خورخي ديلي فالديز على موقع Soccerway.com (الإنجليزية)
- خورخي ديلي فالديز على موقع عالم كرة القدم.نت (الإنجليزية)